# 中間投入
中間投入（ちゅうかんとうにゅう）とは経済学用語の一つ。生産の過程において非耐久財やサービスなどが投入されることを中間投入という。
ある完成品が出来上がる最終財に至るまでの過程において、その完成品の組み立てにかかる以前にも部品や材料などといった財の製造に対して、様々な非耐久財やサービスされている。中間投入はこれらを指す概念である。また固定資産の耐用年数を延ばすための補修維持や、新製品開発のための研究活動も、中間投入に含まれる。なお付加価値は、需要家に対する顧客価値を生み出すという概念であるため、中間投入の額は加味されない。